# Здание главного почтамта (Новосибирск)
Здание главного почтамта (Филиал Богородско-Глуховской мануфактуры) — здание в неоклассическом стиле, расположенное в Железнодорожном районе Новосибирска. Архитектор — А. Д. Крячков. Построено в 1916 году. В 1927 году было реконструировано. Памятник архитектуры регионального значения.

## История
Торговый корпус Богородско-Глуховской мануфактуры возводился в 1914—1916 гг. по проекту архитектора Андрея Крячкова на углу Кузнецкой (совр. ул Ленина) и Кабинетской (совр. ул. Советская) улиц и принадлежал московским текстильным промышленникам Морозовым.
В мае 1918 года, после свержения Чехословацким легионом советской власти, на территории Новониколаевска (в наст. время Новосибирск) проходила серия забастовок, а 3 августа началась всеобщая забастовка. В городе около 7000 человек не вышли на работу. В помещении Богородско-Глуховской мануфактуры расположился стачечный комитет, организованный И. Ф. Богдановым (Чистяковым) для управления протестной акцией. Также здесь проходили собрания и митинги забастовщиков.
В 20-х числах августа 1918 года после прекращения забастовки здание было отдано для учебных команд 2-го Барабинского действующего и 2-го Барабинского кадрового полков.
В начале 1919 года здесь разместился 40-й Верхне-Услонский стрелковый полк 10-й Казанской дивизии.
В 1922 году Советская власть передала здание для почтово-телеграфной конторы.
В 1927 году здание реконструировали. Были надстроены два этажа, а помещение приспособили для главпочтамта.

## Описание
Восточный фасад здания проходит по красной линии Советской улицы, северный фасад выходит на красную линию улицы Ленина.
Фундамент здания ленточный бутовый. Цоколь и наружные стены сделаны из кирпича и оштукатурены. Все перекрытия железобетонные. Под зданием находится подвал. Крыша стропильная с металлической кровлей.
Фасады здания разделяет по горизонтали на две части пояс тяг. В нижней рустованной части, прорезанной широкими прямоугольными проёмами, первый и второй этажи объединяют по вертикали чередующиеся ритмом спаренные пилястры стилизованного ионического ордера. Верхняя часть фасадов завершена простым карнизом, она имеет гладкую поверхность стен и широкие прямоугольные проёмы окон, чередующиеся с пилястрами стилизованного коринфского ордера.
Лестничные клетки помещены в скруглённые выступающие объёмы и расположены со стороны дворового фасада.
Входы в операционные залы находятся в угловых пластично округлённых частях здания. Дверные проёмы подчёркивают обрамления в виде камней с полуциркульным очертанием. По бокам от входов симметрично расположены узкие оконные проёмы с обрамлением, идентичным дверным. Перед каждым дверным входом расположено полукруглое крыльцо
Внутри здания на первом этаже перекрытие опирается на круглые колонны со стилизованными ионическими капителями, на втором этаже перекрытие подпирают колонны с коринфскими капителями.